# Цілюще джерело (пам'ятка природи)
Цілю́ще джерело́ — гідрологічна пам'ятка природи місцевого значення в Україні. Розташована в межах Кіцманського району Чернівецької області, у селі Біла. 
Площа 0,3 га. Статус надано згідно з рішенням 22-ї сесії сесії обласної ради V скликання від 24.09.2008 року № 229-22/08. Перебуває у віданні Білянської сільської ради. 
Статус надано з метою збереження природного джерело з високим вмістом іонів срібла у воді. Вода вважається цілющою для людей з очними та шлунковими хворобами.